# Östfrankiska riket
Östfrankiska riket (843–918), senare Kungariket Tyskland (919–962) under Ottonska dynastin, är ett historiskt rike som ungefär motsvarar nuvarande Tyskland och Schweiz samt delar av Österrike, Slovenien och Kroatien. Det uppstod efter fördraget i Verdun i slutet av 843), då Frankerriket delades upp i tre delar: Västfrankiska riket, Mellanfrankiska riket (sedermera uppdelat mellan Lotharingia, Burgund och Italien) och Östfrankiska riket. Det Östfrankiska riket kom på 900-talet att utvecklas till det Tysk-romerska riket.

## Se även

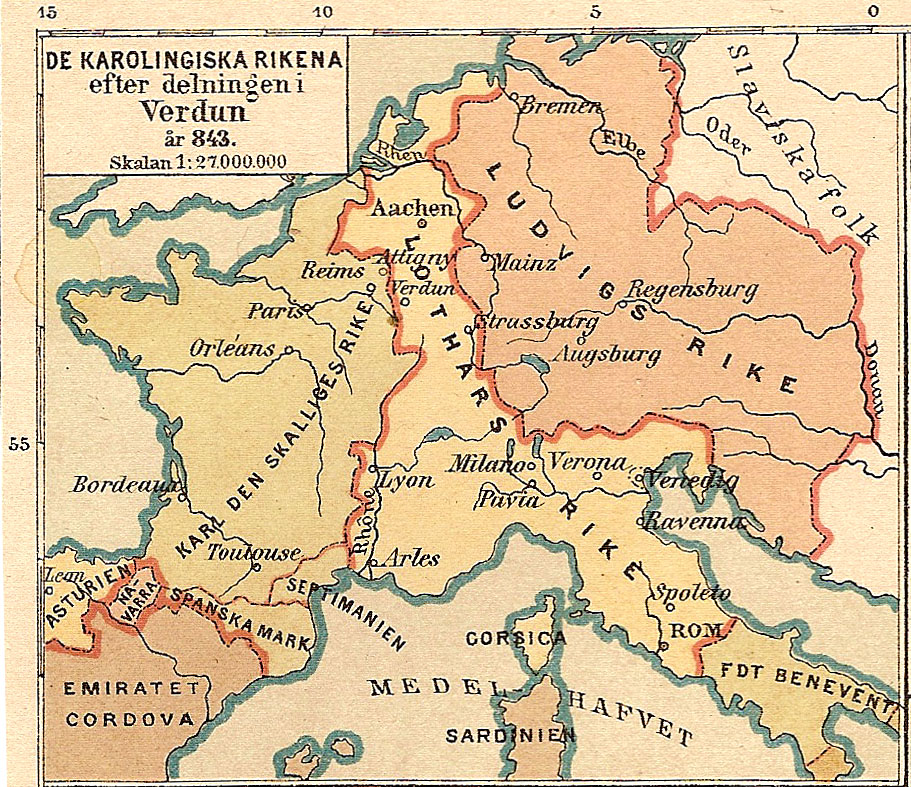
Historisk karta över de karolingiska rikena efter delningen i Verdun 843.

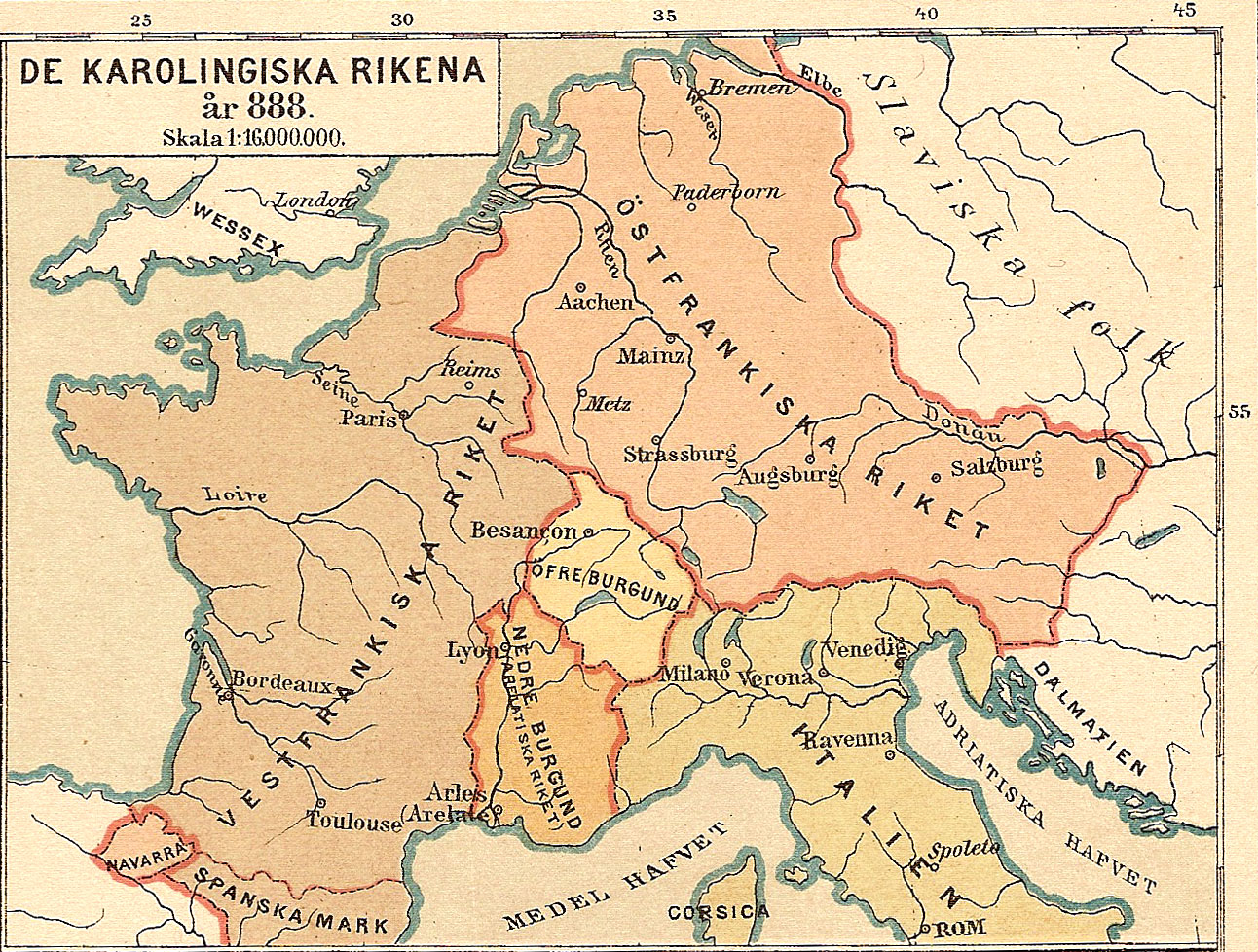
Historisk karta över de karolingiska rikena, med det Östfrankiska riket 888.